# هيتوشي أوكودا
هيتوشي أوكودا (باليابانية: 奥田ひとし؛ بالكانا: おくだ ひとし) هو مانغاكا ياباني، ولد في 15 أغسطس 1963 في دايسين في اليابان.